# Podallea tjederi
Podallea tjederi är en insektsart som beskrevs av U. Aspöck och H. Aspöck 1981. Podallea tjederi ingår i släktet Podallea och familjen Berothidae. Inga underarter finns listade i Catalogue of Life.